# Катамадзе, Нино Давидовна
Катамадзе Нино Давидовна (груз. ნინო ქათამაძე, англ. Nino Katamadze; род. 29 апреля 1956, Тбилиси, Грузия) — грузинская пианистка, лауреат международных конкурсов, заслуженная артистка Грузинской ССР (1979).

## Биография
Нино Катамадзе родилась в Грузии, г. Тбилиси. Начала заниматься музыкой в 5 лет. В 1974 году окончила Тбилисскую центральную музыкальную школу с золотой медалью. За это время она выступала в Москве, Будапеште, Ереване, а также с сольными концертами и с симфоническим оркестром. В то же году поступила в Тбилисскую государственную консерваторию им. В.Сараджишвили (класс профессора Э. Я. Гуревича). Так же участвовала в мастер-классах с известными музыкантами, такими как Я. Зак, Э. Вирсаладзе, Е. Могилевский и другие.
В 1979 году окончила консерваторию с отличием. 1979—1980 была на стажировке в затем в 1980—1982 годах в ассистентуре — стажировке в Московской государственной консерватории им. П. И. Чайковского, в классе народного артиста СССР, профессора — Е. В. Малинина.
Нино Катамадзе лауреат следующих конкурсов: Закавказский конкурс музыкантов — исполнителей (1975), международный конкурс им. Маргариты Лонг и Жака Тибо в Париже (1979), конкурс пианистов музыкальной молодёжи в Белграде (1983), участница международного фестиваля ЮНЕСКО в Болгарии (1985). В 1989 году получила почётное звание заслуженной артистки Грузии. С 1979—1989 была солисткой концертного объединения «Союзконцерт», и солисткой грузинской государственной филармонии.
За время музыкальной жизни было проведено более 300 сольных концертов. Выступала со следующими дирижёрами: Роже Бутри, Хорст Фёрстер, Ловард Ларсен, Василий Синайский, Джансуг Кахидзе и другими.
С 1983 года преподаёт в Тбилисской государственной консерватории на кафедре специального фортепиано, а так же проводит мастер-классы в Италии, Армении, Латвии, Азербайджане и в разных городах Грузии, участвует в работе жюри международных и республиканских конкурсов.
В 2011 году награждена Президентским орденом «Сияние».